# پایپر مکنزی هریس
پایپر مکنزی هریس (انگلیسی: Piper Mackenzie Harris؛ زاده ۲۶ ژانویهٔ ۲۰۰۰ ) بازیگر، مدل آمریکایی‌ است.
از فیلم‌های معروف او می‌توان به بازی در بلندپروازی بلوند و آر.آی.پی.دی. اشاره کرد.